# Facundo Insfrán
Facundo Ezequiel Insfrán Lirussi (Encarnación, 4 de mayo de 2006) es un futbolista paraguayo que juega de portero. Su equipo actual es el Club Olimpia de la Primera División de Paraguay.

## Selección nacional
Fue convocado para jugar en la selección de fútbol sub-17 de Paraguay en el campeonato sudamericano sub-17 2023.